# Sâm bổ lượng

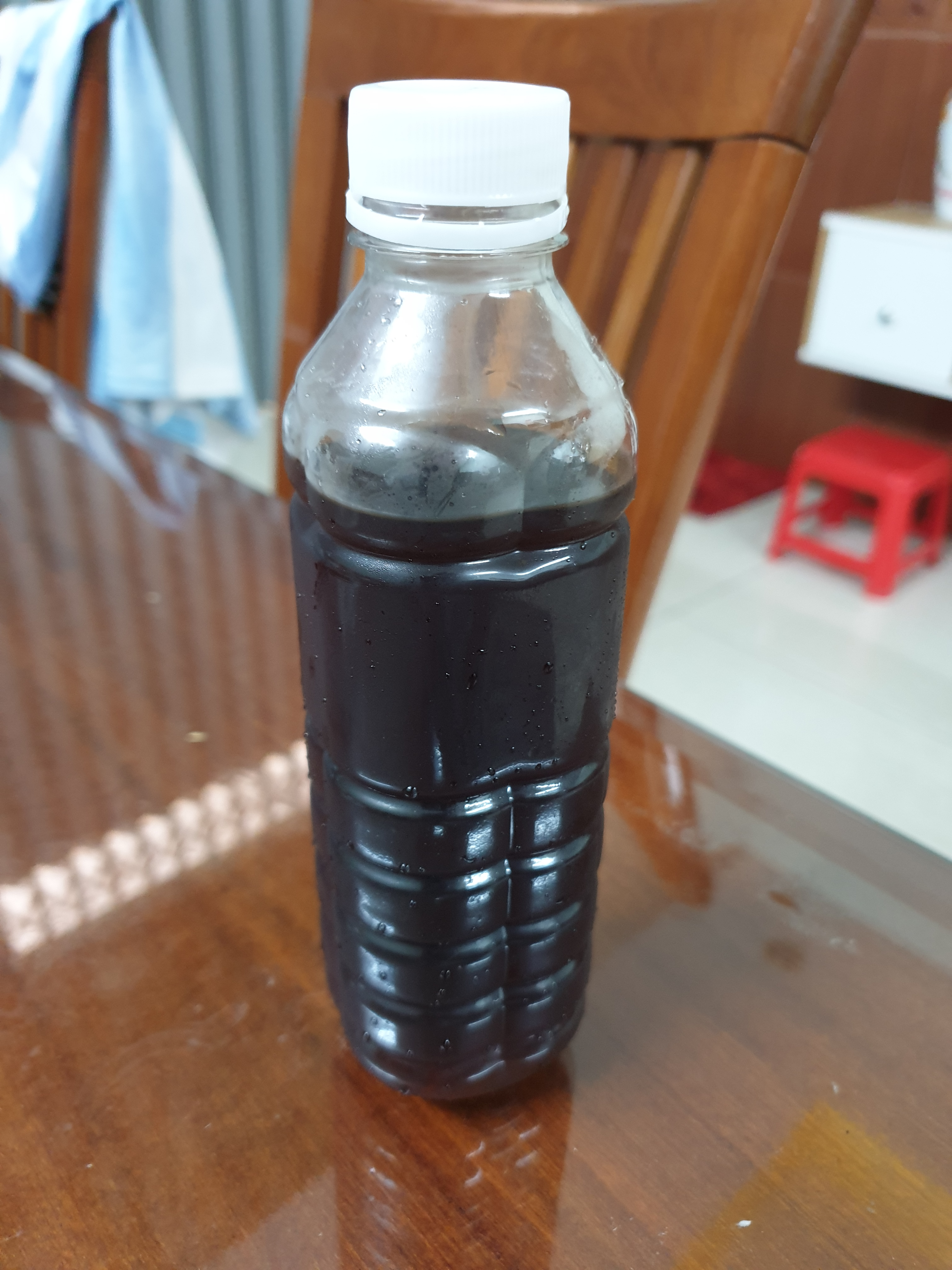
Chai nước sâm bố lượng kiểu Việt Nam ở Bình Tân

Sâm bổ lượng hay còn gọi là chè sâm bổ lượng, là một món chè ngọt phổ biến ở miền Nam Việt Nam nhưng có nguồn gốc Quảng Đông và cũng phổ biến tại Quảng Đông, Hồng Kông, Ma Cao, và Hải Nam. Mặc dù công thức có thể khác nhau, sâm bổ lượng thường có nhãn nhục (cơm trái long nhãn phơi khô), hạt bo bo, hạt sen, phổ tai (một loại rong biển), táo tàu đỏ, hoài sơn (khoai mài) cùng nước, đường phèn và đá bào. Tên gọi sâm bộ lượng xuất phát từ tiếng Quảng Đông, chữ Hán ghi là 清補涼, âm Hán-Việt là thanh bổ lượng.